# 灰獴
灰獴（学名 Herpestes edwardsii） 也叫印度灰獴，是一种产于印度南部的獴。它们会爬树，主要生活在灌木林，有时也会出现在城市中。
灰獴一般长约60厘米，小规模群居生活，有杀死毒蛇的本领。